# Crunomys melanius
Crunomys melanius  (Thomas, 1907) è un roditore della famiglia dei Muridi endemica delle Filippine.

## Descrizione

### Dimensioni
Roditore di piccole dimensioni, con la lunghezza della testa e del corpo tra 98 e 122 mm, la lunghezza della coda tra 68 e 95 mm, la lunghezza del piede tra 24 e 29 mm, la lunghezza delle orecchie di 15 mm e un peso fino a 71 g.

### Aspetto
La pelliccia è densamente spinosa. Le parti superiori sono castane scure, mentre le parti ventrali sono grigio-nerastre. Le orecchie e le zampe sono bruno-nerastre. La coda è più corta della testa e del corpo, è uniformemente bruno-nerastra, leggermente più chiara nella parte inferiore e rivestita da 14-18 anelli di scaglie per centimetro.

## Biologia

### Comportamento
È una specie terricola e diurna. 

### Alimentazione
Si nutre di artropodi ed altri insetti.

## Distribuzione e habitat
Questa specie è diffusa sulle isole di Provincia di Camiguin, Leyte e Mindanao, nelle Filippine.
Vive nelle foreste pianeggianti fino a 1.550 metri di altitudine. È tollerante alle alterazioni del proprio habitat.

## Conservazione
La IUCN Red List, considerato che la popolazione è diminuita di più del 30% negli ultimi 10 anni a causa della distruzione del proprio habitat, classifica C.melanius come specie vulnerabile (VU).